# Almanacco romano
El Almanacco romano fue un anuario destinado a servir como guía oficial y almanaque de la Curia romana, Estados Pontificios y la ciudad de Roma.

## Historia
Fue publicado por primera vez en 1855, tras las reformas ya emprendidas por Pio IX antes de la Revolución de 1849 que acabó proclamando la República romana y que el Pontífice moderó a su vuelta a Roma.

## Descripción
En su edición para el año 1856 contaba con el contenido siguiente:
- Parte primera: ramo eclesiástico
  - Funciones sacras (conteniendo el calendario de fiestas y lugares donde el Pontífice celebraba función sacra)
  - Serie cronológica de sumos pontífices.
  - Sumo pontífice y colegio cardenalicio.
  - Familia pontificia
  - Basílicas patriarcales (de San Juan de Letrán, de San Pedro del Vaticano, de San Pablo, Liberiana y de San Lorenzo [extramuros])
  - Basílicas menores (de Santa Maria in Trastevere, de San Lorenzo in Damaso, de Santa Maria in Cosmedin, de Santa Maria Regina Cœli)
  - Iglesias colegiales (de Santa María ad martires, de San Marco, de San Nicola in carcere, de Santa Maria in via Lata, de San Eustaquio, del Santo Ángel, de San Celso y Juliano, de Santa Anastasia y de San Jerónimo de los Eslovenos)
  - Camarlengo del clero y párrocos de Roma.
  - Congregaciones eclesiásticas (Santa Romana y Universal Inquisición, Consistorial, de la Visita apostólica, de Obispos y regulares, del Concilio (incluyendo la Especial para la revisión de los Concilios provinciales, de Residencia de obispos, sobre el Estado de Regulares, de Inmunidad eclesiástica, de la Propaganda Fide, del Índice, de Sagrados Ritos, de Ceremonial, de Disciplina regular, de Indulgencias y sagradas reliquias, de Examen de obispos en Sacra Teología, sobre la corrección de libros de las Iglesias Orientales, de la Reverenda Fabrica de San Pedro [del Vaticano], Lauretana, de Asuntos Eclesiásticos extraordinarios, de los Estudios, especial para la Reedificación de San Pablo [extramuros], Penitenciaría Apostólica, Dataría apostólica)
  - Secretarías existentes en los Sagrados Palacios Apostólicos (Secretaria de los breves pontificios, Secretaria de los breves a los príncipes, Secretaría de memoriales y Secretaría de monseñor auditor)
- Parte segunda: ramo gobernativo
  - Consejo de ministros (Secretario de Estado-presidente, ministro del interior, ministro de comercio y obras públicas, ministro de finanzas, ministro de las armas, abogado general de la Reverenda Cámara Apostólica (ministro sin cartera), y secretario).
  - Consejo de Estado
  - Consulta de Estado para las Finanzas.
  - Camarlengato y Reverenda Cámara Apostólica.
- Parte tercera: municipio de Roma y nobleza
  - Senado romano
  - Serie cronológica de senadores de Roma.
  - Senado y consejo comunal.
  - Congregación heráldica.
  - Patriciado romano.
  - Príncipes romanos residentes y sus familias.
  - Órdenes caballerescas.
- Parte cuarta: Ministerios de Estado
  - Secretaria de Estado
  - Ministerios
    - Ministerio del Interior
    - Ministerio de Finanzas
    - Computisteria general de la Reverenda Cámara Apostólica.
    - Ministerio del Comercio, de Agricultura, Industria, Bellas Artes y Obras Públicas.
    - Ministerio de las Armas
- Parte quinta: dependencias del Ministerio de asuntos internos
- Parte sexta: administraciones dependientes del Ministerio de finanzas
- Parte séptima: dependencias del Ministerio del Comercio, de Agricultura, Industria, Bellas Artes, Antigüedades y Obras Públicas.
- Parte octava: organización militar.
- Parte novena: administración municipal y sus dependencias.
- Parte décima: instituciones de instrucción pública.
- Parte undécima: beneficencia pública e institutos útiles.
- Parte duodécima: ejercientes de profesiones, artes, materias, industria y comercio.